# Cratere Meton
Meton è un grande cratere lunare di 124,7 km situato nella parte nord-orientale della faccia visibile della Luna.